# Феодора Комнина (королева Иерусалима)
Феодора Комнина (греч. Θεοδώρα Κομνηνή; около 1145, Константинополь — не ранее 1180) — племянница византийского императора Мануила I Комнина, супруга короля Балдуина III Иерусалимского.
Дочь севастократора Исаака Комнина и его второй жены Ирины Синадины. Исаак был сыном императора Иоанна II Комнина и Ирины Венгерской, дочери Ласло I Святого. Её дядей был император Мануил I Комнин, а единокровная сестра Мария вышла замуж за короля Венгрии Иштвана IV.

## Королева Иерусалима
В 1153 году Балдуин III Иерусалимский отнял Иерусалимское королевство у своей матери и регентши королевы Мелисенды. Он не был женат, и около 1157 года совет решил, что жену следует искать в Византийской империи, самым сильном и богатом соседе королевства. Он надеялся, что альянс также принесёт столь необходимые деньги и военную помощь против амира Дамаска Нур ад-Дина Занги, величайшего врага Иерусалима.
Архиепископ Назаретский Аттар, констебль Иерусалима Онфруа II де Торон, Жослин Писцеллус и Гильом де Барри были отправлены в Константинополь для переговоров о браке короля (Аттард умер во время путешествия). Послы задержались в Константинополе почти на целый год, но в конце концов в качестве жены Балдуину была выбрана Феодора. В то время ей было всего 12 или 13 лет, но она уже была известна своей красотой. Её приданое составило 100 тысяч гиперперионов, и, по оценкам Гийома Тирского, её богатые свадебные одежды стоили ещё 14 тысяч гиперперионов. В качестве свадебного подарка от Балдуина, Феодоре был предоставлен город Акко, который остался бы ей в том случае, если Балдуин умрёт бездетным.
Послы вместе с Феодорой прибыли в Иерусалим в сентябре 1158 года. Балдуин, который раньше был известен своим легкомыслием, теперь стал преданным и любящим мужем. Брак был коротким и бездетным: Балдуин умер через несколько лет в 1162 году, оставив Феодору вдовой в возрасте около 17 лет. Феодора получила город Акко, как и ей и было обещано.

## Отношения с Андроником I Комнином
Несколько лет спустя, в 1166 году, двоюродный брат отца Феодоры, Андроник I Комнин, посетил Иерусалимское королевство. Брат и наследник Балдуина, Амори I Иерусалимский, пожаловал ему титул лорда Бейрута. Андроник пригласил Феодору в Бейрут, и оттуда они сбежали в Дамаск; по версии Гийома Тирского Андроник похитил её в сговоре с Нур ад-Дином. Тем не менее, похищение маловероятно: Андроник уже был женат и имел отношения с Филиппой, сестрой антиохийского принца Боэмунда III, и жены Мануила — Марии Антиохийской. Вероятно, он пытался избежать преследования со стороны Мануила, который не одобрял эти кровосмесительные связи. Поскольку между ними не было законного брака, город Акко вернулся королю Амори. Амори женился на византийской принцессе Марии Комниной, и союз с Византией остался в силе.
При дворе Нур ад-Дина в Дамаске у Андроника и Феодоры родились двое детей: Алексей и Ирина. Андроник был отлучён от церкви. Они отправились в Багдад, а затем в Конийский султанат, где Андроник стал лордом замка в Пафлагонии.
Несколько лет спустя Феодора и её дети были схвачены и переданы императору Мануилу, который держал их в Константинополе как приманку, чтобы заставить Андроника вернуться в Византию. Тот действительно приехал в Константинополь в 1180 году и принёс Мануилу клятву верности.
Андроник окончательно вернулся в Константинополь в 1182 году и стал императором в 1183 году. Нет никаких доказательств того, что Феодора продолжила жить с мужем. В это время их дочь Ирина вышла замуж за Алексея Комнина, незаконнорождённого сына императора Мануила I от Феодоры Ватацы. Феодора заставила Андроника заплатить выкуп за своего племянника Исаака, бывшего византийского губернатора Исаврии, который был пленён в Армении; Андроник впоследствии пожалел об этом, поскольку Исаак восстал и захватил контроль над Кипром.